# Ivano Maffei
Ivano Maffei (né le 24 septembre 1958 à San Miniato) est un coureur cycliste italien.

## Biographie
Champion du monde du contre-la-montre par équipes juniors avec Corrado Donadio, Gianni Giacomini et Alessandro Primavera en 1976, Ivano Maffei est médaillé d'or de la même spécialité aux Jeux méditerranéens de 1979 avec Mauro De Pellegrini, Gianni Giacomini et Alberto Minetti. Il participe aux Jeux olympiques de Moscou en 1980 et y prend la quatrième place  de la poursuite par équipes (en) et la cinquième du contre-la-montre par équipes. Il est ensuite professionnel en 1982 et 1983.

## Palmarès
- 1976
  -  Champion du monde du contre-la-montre par équipes juniors (avec Corrado Donadio, Gianni Giacomini, Alessandro Primavera)
  - Giro della Lunigiana
- 1977
  - Gran Premio La Torre
- 1978
  -  Champion du monde militaire du contre-la-montre par équipes (avec Gianni Giacomini, Silvestro Milani et Maurizio Bidinost)
  - Gran Premio Sportivi Poggio alla Cavalla
  - Trofeo dell'Unità
  -  Médaillé de bronze du championnat du monde sur route des militaires
- 1979
  -  Médaillé d'or du contre-la-montre par équipes des Jeux méditerranéens (avec Mauro De Pellegrini, Gianni Giacomini et Alberto Minetti)
- 1980
  - Giro del Casentino
  - Gran Premio Comune di Cerreto Guidi
  - Coppa Cicogna
  - Coppa del Mobilio (contre-la-montre)
  - 4e de la poursuite par équipes des Jeux olympiques (en)
  - 5e du contre-la-montre par équipes des Jeux olympiques
- 1981
  - Grand Prix de la ville de Vinci
  - 2e étape du Giro del Salento
  - 2e de la Coppa Bologna
- 1982
  - 3e du championnat d'Italie de poursuite